# ロベルト・ディ・マッテオ
ロベルト・ディ・マッテオ（Roberto Di Matteo、1970年5月29日 - ）は、スイス・シャフハウゼン出身の、元プロサッカー選手。サッカー指導者。元イタリア代表。現役時代のポジションはミッドフィールダー（MF）。

## 選手経歴
スイスのシャフハウゼンにてイタリア人の両親の間に生まれる。1988年に地元クラブのFCシャフハウゼンでプロ初出場。1993年にはFCアーラウでリーグ制覇を成し遂げ、最優秀選手に選ばれた。翌シーズンからセリエAのSSラツィオに移籍。3シーズンに渡りレギュラーとしてプレーした。
1996年夏にプレミアリーグのチェルシーFCに移籍。移籍金490万ユーロは当時のクラブ最高額であった。1年目から9ゴールを挙げチームに馴染むと、中盤の底から繰り出す効果的なロングパスを武器にチームの主力として活躍。1997年と2000年のFAカップ決勝戦では、決勝ゴールを挙げて優勝に貢献。1998年には、UEFAカップウィナーズカップ、フットボールリーグカップ、UEFAスーパーカップ制覇に貢献した。そして2002年に怪我のため、31歳で現役引退した。
サッカーイタリア代表としては、1996年の欧州選手権と1998年のフランスW杯を含む34試合に出場した。

## 指導者経歴
ロンドンで複数のレストランを経営する傍ら、2008年からフットボールリーグ1（3部相当）のミルトン・キーンズ・ドンズFCで指導者としてのキャリアをスタート。2009年より指揮を執ったウェスト・ブロムウィッチ・アルビオンFCでは攻撃的なサッカーを展開しプレミアリーグ昇格に導いた。
2011年に古巣チェルシーFCのアシスタントコーチに就任。2012年3月4日、シーズン途中のアンドレ・ビラス・ボアス監督解任に伴い、暫定的に監督に昇格した。リーグ戦では順位を上げられず6位に終わったが、国内外でのカップ戦では勝ち進むことに成功。5月5日に行われたFAカップ決勝でリヴァプールFCを破り優勝を飾ると、同月19日のUEFAチャンピオンズリーグ決勝でもPK戦の末にバイエルン・ミュンヘンに勝利。チェルシーが同大会で初優勝を収めシーズンを終えた後、正式に監督として2年契約を結んだ。だが5ヶ月後の11月21日、成績不振により解任された。スタンフォード・ブリッジではディマッテオの現役時代の背番号「16」にちなみ、試合開始16分に彼の功績を称える拍手が行われていた。
2014年10月、シャルケ04の監督に就任。チャンピオンズリーグでは決勝トーナメントに進出し、ベスト16でレアル・マドリードと対戦。前大会王者をあと一歩まで追い詰めるも合計スコア4-5で敗退。2015年5月26日に辞任した。
2016年6月2日、アストン・ヴィラFCの監督に就任。
2023年1月4日、全北現代モータースのテクニカルアドバイザーに就任した。

## 所属クラブ
- FCシャフハウゼン 1988-1991
- FCチューリッヒ 1991-1992
- FCアーラウ 1992-1993
- SSラツィオ 1993-1996
- チェルシーFC 1996-2002

## 代表歴

### 出場大会
- イタリア代表
  - 1998 FIFAワールドカップ

### 試合数
- 国際Aマッチ 34試合 2得点（1994年-1998年）[8]

| イタリア代表 | 国際Aマッチ | 国際Aマッチ |
| 年           | 出場        | 得点        |
| ------------ | ----------- | ----------- |
| 1994         | 2           | 0           |
| 1995         | 8           | 0           |
| 1996         | 8           | 0           |
| 1997         | 11          | 1           |
| 1998         | 5           | 1           |
| 通算         | 34          | 2           |

## 監督歴
- ミルトン・キーンズ・ドンズFC 2008-2009
- ウェスト・ブロムウィッチ・アルビオンFC 2009-2011
- チェルシーFC (助監督) 2011-2012.3 (暫定監督) 2012.3-2012.6 (監督) 2012.6-2012.11
- シャルケ04 2014.10-2015.5
- アストン・ヴィラFC 2016

## 監督成績
| ミルトン・キーンズ・ドンズFC           | 2008年7月2日  | 2009年6月30日  | 52 | 27 | 11 | 14 | 051.92 |
| ウェスト・ブロムウィッチ・アルビオンFC | 2009年6月30日 | 2011年2月6日   | 83 | 40 | 19 | 24 | 048.19 |
| チェルシーFC                           | 2012年3月4日  | 2012年11月21日 | 42 | 24 | 9  | 9  | 057.14 |
| シャルケ04                             | 2014年10月7日 | 2015年5月26日  | 33 | 14 | 7  | 12 | 042.42 |
| アストン・ヴィラFC                     | 2016年6月2日  | 2016年10月3日  | 12 | 1  | 7  | 4  | 008.33 |

## タイトル

### 選手時代
FCアーラウ
- ナツィォナール・リーガA：1回（1992-93）

チェルシーFC
- FAカップ：2回（1996-97、1999-2000）
- EFLカップ：1回（1997-98）
- FAチャリティ・シールド：1回（2000）
- UEFAカップウィナーズカップ：1回（1997-98）
- UEFAスーパーカップ：1回（1998）

### 指導者時代
チェルシーFC
- FAカップ：1回（2011-12）
- UEFAチャンピオンズリーグ：1回（2011-12）

個人
- プレミアリーグ月間最優秀監督：2010年9月
- スイススポーツアワード・コーチオブザイヤー：1回（2012）
- リーグマネージャー協会年間最優秀監督：1回（2012）